# آب‌انبار دوقلو
آب‌انبار دوقلو مربوط به دوره قاجار است و در شهرستان گناباد، کوی شرقی، خیابان بهار واقع شده و این اثر در تاریخ ۱۹ مرداد ۱۳۸۴ با شمارهٔ ثبت ۱۲۹۲۸ به‌عنوان یکی از آثار ملی ایران به ثبت رسیده است.